# Luči velemesta
Luči velemesta (angleško City Lights) je ameriški romantično komični film, za katerega je Charlie Chaplin napisal scenarij, ga produciral, režiral in v njem odigral glavno vlogo. Zgodba sledi pripetljajem Chaplinovega Potepuha, ki se zaljubi v slepo prodajalko cvetja (Virginia Cherrill) in razvije viharno prijateljstvo z milijonarjem alkoholikom (Harry Myers).
Čeprav je bil zvočni film v vzponu, ko je pričel Chaplin leta 1928 razvijati scenarij, se je ta odločil nadaljevati s produkcijo nemih filmov. Snemanje se je pričelo decembra 1928 in trajalo do septembra 1930. To je prvi Chaplinov film, za katerega je napisal glasbeno podlago, na kateri je delal šest tednov z Arthurjem Johnstonom. Glavna tema kot lajtmotiv za prodajalko cvetja uporabi pesem »La Violetera« španskega skladatelja Joséga Padille. Proti njemu je Chaplin kasneje izgubil tožbo, ker ga ni navedel v odjavni špici. 
Film se je takoj po premieri 30. januarja 1931 izkazal za uspešnega, s pozitivnimi kritikami in prihodkom od prodaje vstopnic 5 milijonov $. Danes pri kritikih velja ne le za enega največjih dosežkov v Chaplinovi karieri, ampak tudi enega najboljših filmov v zgodovini. Leta 1992 ga je ameriška Kongresna knjižnica izbrala za ohranitev v okviru Narodnega filmskega registra zaradi njegove »kulturne, zgodovinske ali estetske vrednosti«. Leta 2007 ga je Ameriški filmski inštitut uvrstil na 11. mesto svoje lestvice stotih najboljših ameriških filmov vseh časov, leta 1949 pa je kritik James Agee zaključni prizor označil kot »najboljšo igro, posneto na filmskem traku«.

## Zgodba
Mestni uradniki odkrijejo nov kip, pod katerim spi Potepuh, in ga spodijo. Brez denarja in doma začne tavati po ulicah, kjer ga kmalu začneta trpinčiti raznašalca časopisov. Naleti na lepo prodajalko rož (Virginia Cherrill) in, ne zavedajoč se njene slepote, pri njej kupi rožo. Ravno, ko mu je želela vrniti drobiž, moški sede v bližnji razkošen avtomobil in se odpelje, zaradi česar sama misli, da je odšel Potepuh. Ta po prstih in previdno odide. 
Zvečer se Potepuh zaleti v pijanega milijonarja (Harry Myers), ko želi na obrežju storiti samomor. Kasneje je razkrito, da je njegova žena poslala po svojo prtljago. Uspe mu prepričati milijonarja, da se splača živeti, in ta ga odpelje v svoj dvorec, kjer mu da novo obleko. Zvečer se odpravita v mesto, kjer Potepuh nehote povzroči veliko zmedo. Zgodaj zjutraj se vračata v dvorec, ko na poti srečata prodajalko cvetja, ki je hodila proti svoji stojnici. Potepuh prosi milijonarja za nekaj denarja, s katerim kupi vse njene rože in jo nato z milijonarjevim Rolls-Roycem odpelje domov. Ta po njegovem odhodu pove stari materi (Florence Lee) o svojem bogatem znancu. Ko se Potepuh vrne v dvorec, se je milijonar že streznil in se ga ne spominja, zato ga butler odslovi. Kasneje istega dne milijonar vinjen ponovno sreča Potepuha in ga povabi na razkošno zabavo. Naslednjega jutra milijonar, ponovno trezen, načrtuje odhod na križarjenje in da Potepuha spet vreči ven. 
Potepuh se vrne do stanovanja prodajalke cvetja, kjer opazuje obisk zdravnika. V želji, da bi zaslužil denar zanjo, postane ulični pometač. Medtem stara mati prejme zadnje opozorilo, da bosta z vnukinjo izseljeni, če do naslednjega dne ne poravnata zamujene najemnine, toda ga skrije. Potepuh v odmoru za kosilo obišče prodajalko cvetja, kjer vidi časopisni članek o dunajskem zdravniku, ki je razvil operacijo za ozdravitev slepote. Za tem najde opozorilo o izselitvi in ji ga na njeno željo prebere. Pomiri jo, da bo sam poravnal dolg, toda ob vrnitvi na delo ga odpustijo. Ob odhodu ga boksar prepriča, da uprizorita lažni dvoboj in si razdelita 50 $ nagrade. Toda tik pred dvobojem boksar dobi telegram z opozorilom, da ga išče policija. Zbeži in Potepuh se pomeri z nadomestnim borcem, ki ga kljub hrabremu naporu premaga s takojšnjo prekinitvijo (knock out). 
Nekaj časa za tem sreča pijanega milijonarja, ki se je bil pravkar vrnil iz Evrope. Ta ga odpelje v svoj dvorec, kjer mu da 1000 $, ko sliši za stisko prodajalke cvetja. Brez vednosti obeh sta se v stavbi pred njunim prihodom skrivala vlomilca. Ko slišita o denarju, do nezavesti udarita milijonarja in ukradeta preostali denar. Potepuh pokliče policijo, toda roparja pobegneta pred njihovim prihodom, butler pa domneva, da je ukradel denar on. Tudi milijonar se ne spominja Potepuha ali, da mu bi bil dal 1000 $. Ta komaj pobegne, odnese prodajalki cvetja denar in ji pove, da bo za nekaj časa odšel. Kasneje ga aretirajo pred prodajalcema časopisov, ki sta se mu bila pred tem zasmehovala, in zaprejo. 
Več mesecev kasneje je izpuščen. V iskanju prodajalke cvetja se vrne na mesto, kjer je bila prodajala rože, toda ne najde je. Ko se ji je povrnil vid, je s staro materjo odprla uspešno cvetličarno. Vsakič, ko v trgovino pride bogati kupec, se sprašuje, če je to njen skrivnostni dobrotnik. Toda, ko brez potrditve odide, spozna, da se je spet motila. Ob nabiranju rož v jarku pred cvetličarno Potepuha ponovno začneta trpinčiti raznašalca časopisov. Ko že želi oditi, opazi skozi izložbo prodajalko cvetja. Njegov obup se spremeni v navdušenje in pozabi na cvetje. Ko ta vidi, da je nabrano cvetje pohodil, mu prijazno ponudi sveže cvetje in kovanec. Ob odhodu seže po cvetju, ob tem pa ga prodajalka prime za roko, da bi mu v dlan položila kovanec. Prepozna dotik njegove roke in spozna, da ni neznanec. »Vi?« reče, on ji prikima in vpraša »Zdaj lahko vidite?«. S solznimi očmi odgovori: »Da, zdaj lahko vidim.« Potepuh se ji v zaključnem prizoru sramežljivo nasmehne.

## Igralska zasedba
- Virginia Cherrill kot slepa prodajalka cvetja
- Florence Lee kot njena stara mati
- Harry Myers kot ekscentrični milijonar
- Al Ernest Garcia kot njegov butler
- Hank Mann kot boksar
- Charlie Chaplin kot Potepuh

ni navedeno:
- Robert Parrish kot prodajalec časopisov
- Henry Bergman kot župan in prodajalkin sosed
- Albert Austin kot ulični pometač
- Jean Harlow

## Produkcija

### Pred-produkcija
Chaplinov celovečerni film Cirkus iz leta 1928 je bil njegov zadnji film, preden je filmska industrija sprejela zvočni film in zaključila obdobje nemega filma. V vlogi producenta in distributerja (kot delni lastnik družbe United Artists) si je zamisli Luči velemesta kot nemi film. Strogo gledano je film prehodni med nemim in zvočnim, saj filmska glasba vsebuje sinhronizirano glasbo, zvočne učinke in nekatere nerazumljive zvoke, ki posnemajo vzorec zvočnih filmov. Dialogi so prikazani z napisi med prizori. Chaplina je izumitelj Eugene Augustin Lauste leta 1918 pozval k sodelovanju pri zvočnem filmu, vendar odziva ni prejel. Chaplin ni bil naklonjen zvočnemu filmu in je dejal: »Zvočnim filmom dajem tri leta, to je vse«. Skrbelo ga je tudi, kako bi izpadel Potepuh v zvočnem filmu.
V začetku leta 1928 je pričel pisati scenarij skupaj s Harryjem Carrom. Postopno sta gradila zgodbo iz začetnega koncepta, ki si ga je zamislil po uspehu Cirkusa, v katerem cirkuški klovn oslepi in mora prikrivati svojo okvaro pred mlado hčerjo s pretvarjanjem, da je njegova slepota le nerodnost. To je bil navdih za slepo prodajalko cvetja. Prvi prizor, ki si ga je Chaplin zamislil, je zaključni prizor, v katerem prodajalka ozdravljena slepote prvič ugleda Potepuha. Ta prizor je zelo podrobno opisal, saj ga je imel za osrednji prizor celotnega filma.
Za podzgodbo si je prvotno zamislil lik, še nižje na družbeni lestvici, temnopoltega prodajalca časopisov. Toda navsezadnje se je odločil za lik pijanega milijonarja, ki ga je bil uporabil že v kratkem filmu Lenuhi iz leta 1921. Podzgodba o milijonarju temelji na stari Chaplinovi ideji za kratki film, v kateri milijonarja odpeljeta Potepuha iz mestne deponije in ga zabavata v dragih klubih, nato pa ga odpeljeta nazaj na deponijo, da zjutraj ne bi vedel, če so bile to le sanje ali se je resnično zgodilo. To je predelal tako, da je Potepuh milijonarjev prijatelj, ko je ta pijan, trezen pa ga ne prepozna.
Uradno se je pred-produkcija filma začela maja 1928, ko je Chaplin najel avstralskega režiserja Henryja Cliva za oblikovanje scen do poletja. Nato je Cliva najel tudi za vlogo milijonarja. Čeprav je dogajanje prvotno postavljeno v Pariz, je scenografija mešanica več mest. 28. avgusta 1928 mu je umrla mati Hannah Chaplin v starosti 63 let, zato je bil Chaplin več tednov ves iz sebe in pred-produkcija je stala do sredine jeseni 1928. Psiholog Stephen Weissman je domneval, da je film močno avtobiografski, kjer slepa prodajalka predstavlja Chaplinovo mati, pijani milijonar pa njegovega očeta. Ob tem je v več scenah našel kraje iz njegove mladosti, na primer kip v uvodni sceni spominja na cerkev sv. Marka na Kennington Park Road, scena z obrežjem pa na obrežje Temze.
Za vlogo slepe prodajalke cvetja je imel Chaplin razgovor z več kandidatkami, toda nobena ga ni prepričala. Ob vodenju snemanja prizora kopanja ženske na plaži v Santa Monici je srečal znanko Virginio Cherrill. Ta mu je pomahala in ga vprašala, če bo kdaj dobila priložnost delati z njim. Po vrsti neuspešnih razgovorov z drugimi igralkami, jo je povabil na preizkus. Zaradi svoje kratkovidnosti je kot prva kandidatka prefinjeno in prepričljivo odigrala slepoto in 1. novembra 1928 je podpisala pogodbo.

### Snemanje
Snemanje se je pričelo 27. decembra 1928, ko sta Chaplin in Carr delala že skoraj celotno leto na scenariju. Kot filmar Chaplin velja za perfekcionista, ki je posamične prizore posnel precej večkrat od ostalih režiserjev tistega časa. Snemanje se je pričelo s sceno z ulično stojnico, kjer Potepuh spozna slepo prodajalko cvetja. Prizor so snemali več tednov, Chaplin pa je ob tem imel pomisleke o izboru Cherrillove. Več let kasneje je ta dejala: »Nikoli nisem marala Charlieja in on ni nikoli maral mene.« V svoji avtobiografiji je nase prevzel odgovornost za napetosti s Cherrill ob snemanju, za spor je okrivil stres ob snemanju filma. Prizor so snemali do februarja 1929, nato deset dni v začetku aprila, nakar ga je Chaplin odložil na kasneje. Za tem je posnel uvodni prizor, v katerem se Potepuh prebudi ob ravnokar javno odkritem spomeniku. V njen je nastopalo 300 statistov, njegovo snemanje je bilo za Chaplina posebej naporno. Med snemanjem so izdelovali scenografijo v Chaplinovem studiu, ker se je mesto Los Angeles odločilo za razširitev avenije La Brea, zaradi česar je bil Chaplin prisiljen prestaviti več stavb stran od ceste.
Za tem je Chaplin snemal prizor, v katerem Potepuh spozna milijonarja in mu prepreči samomor. Med snemanjem se je Henry Clive nenadoma odločil, da ne želi skočiti v rezervoar mrzle vode, zaradi česar je Chaplin jezno zapustil sceno in odpustil Cliva. Nadomestil ga je Harry Myers, ki ga je bil Chaplin spoznal ob snemanju za Keystone Studios. Snemanje prizora je bilo končano 19. julija 1929, zunanje prizore so posneli na pasadenskem mostu. Za tem so posneli prizor, ki ni bil uporabljen v filmu in v katerem želi Potepuh izvleči palico, zataknjeno v zidu. V njem je nastopil mladi Charles Lederer; Chaplin je pohvalil prizor, toda vztrajal, da ga morajo izrezati. Snemanje prizorov z milijonarjem je trajalo do 19. septembra 1929.
Novembra je Chaplin ponovno začel delati s Cherrill v nekaterih manj zahtevnih prizorih s prodajalko rož. Ob večmesečnem čakanju na snemanje svojih prizorov, se je dolgočasila in se mu odkrito pritožila. Med snemanjem enega od prizorov ga je prosila, če lahko odide predčasno, ker je naročena pri frizerju. Chaplin jo je odpustil in jo nadomestil z Georgio Hale, ki je ob njem odigrala glavno vlogo v Zlati mrzlici. Toda ob preizkusnem snemanju se je izkazala neprimerna za to vlogo. Krajši čas je razmišljal o podelitvi vloge šestnajstletni igralki Violet Krauth, toda sodelavci so ga pregovorili. Na koncu je za končanje filma ponovno najel Cherrill. Zahtevala je povišanje plačila na 75 $ na teden. Ohranilo se je približno sedem minut preizkusnih posnetkov Haleve in so vključeni v DVD izdaji; prvič so bili prikazani v dokumentarnem filmu Neznani Chaplin skupaj z neuporabljenim uvodnim prizorom.
Za vlogo stare matere slepe prodajalke cvetja je najel Florence D. Lee ter posnel vse prizore z njo in Cherrill v petih tednih. Konec leta 1929 je ponovno posnel prvi prizor prodajalke cvetja s Cherrill. Tokrat so ga posneli v šestih dneh in Chaplin je bil zadovoljen s Cherrillino igro. Sedaj je snemal že eno leto, posneli pa so le dobro polovico prizorov. V marcu in aprilu 1930 so posneli prizore v milijonarjevem dvorcu v mestni hiši na bulvarju Wilshire. Vlogo roparjev je podelil Joeju Van Metru in Albertu Austinu, ki ju je bil poznal že iz skupine Freda Karna. Zgodaj spomladi 1930 je posnel še zadnji pomembnejši komični prizor, boksarski dvoboj. Za vlogo nasprotnika je najel Hanka Manna iz Keystona. V prizoru nastopa sto statistov, zato je Chaplin porabil štiri dni za vajo in šest dni za snemanje. Chaplinova igra v prizoru je bila tako dobra, da je vsak dan prihajalo več statistov. Julija in avgusta je posnel še šest krajših prizorov, tudi dva, v katerih prodajalca časopisov trpinčita Potepuha; enega od njih je odigral mladi Robert Parrish.
Septembra 1930 je v šestih dveh posnel zaključni prizor. Dejal je, da je zadovoljen z Cherrillino igro v njem in da je sčasoma začela razumeti svojo vlogo. O svojem režiranju je dejal: »Vse, kar počnem, je ples. Razmišljam v stilu plesa. Mislim, da še posebej v Lučeh velemesta.« Med oktobrom in decembrom 1930 je Chaplin montiral film in izdelal napise med prizori. V času, ko je bil film dokončan, so postali nemi filmi v javnosti manj priljubljeni. Vseeno se je film izkazal za enega finančno in umetniško najuspešnejših Chaplinovih filmov, bil je tudi njegov osebno najljubši film. Posebej mu je bil všeč zaključni prizor, o katerem je delal: »V Lučeh velemesta v zadnjem prizoru ... Sploh ne igram ... Skoraj obžalujoče, stojim zunaj sebe in gledam ... To je prelep prizor, prelep in ni pretirano odigran.« Količina porabljenega filmskega traku je bila za svoj čas nenavadna in je kazala na dolgo produkcijo. Chaplin je posnel 95.785 metrov filmskega traku, končan film pa je zavzemal 2.467 metrov. S tem je bilo razmerje med posnetimi in v filmu uporabljenimi posnetki 38 do 39-kratno.

### Glasba
Luči velemesta so prvi film, za katerega je Chaplin posnel glasbeno podlago. Čeprav si je želel žive spremljave za svoje filme, pa v tridesetih letih kinematografi niso več imeli svojih orkestrov. Več njegovih kritikov je trdilo, da je to naredil za še eno zaslugo. Toda Chaplin, katerega starši in več ostalih sorodnikov je bilo glasbenikov, se ni ujel z najetimi poklicnimi glasbeniki in je prevzel skladanje glasbene podlage nase. Skupaj z Arthurjen Johnstonom sta jo napisala v šestih tednih, vsebuje pa preko sto partitur. Novinarjem je pojasnil: »Jaz ne zapisujem glasbe. Z la-la jo odpojem Arthurju Johnsonu, ki jo zapiše, in želim si, da bi mu priznali več zaslug, saj je dobro opravil svoje delo. Gre za preprosto glasbo, veste, v skladu z mojim likom« Namen je bil ustvariti glasbeno podlago, ki bi preko melodij prikazala čustva likov. Pod vodstvom aranžerja Alfreda Newmana je bila glasbena podlaga posneta v petih dneh.
Glavna tema kot lajtmotiv za prodajalko cvetja uporabi pesem »La Violetera« španskega skladatelja Joséga Padille. Chaplinu ni uspelo zagotoviti prvotne izvajalke pesmi Raquel Meller v glavni vlogi, toda vseeno je uporabil njeno pesem kot vodilno melodijo. Proti Padilli je Chaplin v Parizu izgubil tožbo, ker ga ni navedel v odjavni špici. Nekatere sodobne izdaje filma vsebujejo novo posneto glasbo Carla Davisa.

## Premiera, sprejem in zapuščina
Dva meseca pred premiero se je Chaplin odločil nenapovedano prikazati predpremiero filma v Tower Theatru v Los Angelesu. Ni bila uspešna, saj je film pritegnil majhno in ne navdušeno skupino gledalcev. Uspešnejša je bila gala premiera 30. januarja 1931 v Los Angeles Theatru. Albert Einstein je bil s soprogo častni gost, film pa je bil deležen stoječih ovacij. Za naslednjo premiero v George M. Cohan Theatru v New Yorku je Chaplin skrbno načrtoval dogodek, saj je celoten dan dajal intervjuje in porabil 60.000 $ za oglaševanje, ker ni bil zadovoljen s promotorji pri United Artists. Zahteval je polovico prihodka filma in upoštevajoč, da bo ljudi bolj pritegnil film kot tak, ne njegova tehnika, postavil višjo ceno vstopnic od zvočnih filmov.
Glede sprejema filma je bil v nemiru, saj so bili v tistem času nemi filmi že zastareli, njegovo samozavest pa je spodkopala tudi predpremiera. Vseeno je Luči velemesta postal eden Chaplinovih najdonosnejših in pri kritikih priznanih del. Po dobrem sprejemu pri ameriških gledalcih, z zaslužkom dveh milijonov USD, četrtino od katerih je prineslo 12-tedensko predvajanje v Cohanu, je februarja in marca 1932 odšel na šestnajstdnevno svetovno turnejo, z začetkom 27. februarja s premiero v londonskem Dominion Theatru. Gledalci so v času velike gospodarske krize navdušeno sprejeli film, ki je s prvimi predvajanji zaslužil 5 milijonov USD.
Kritike so bile večinsko ugodne. Filmski kritik je za Los Angeles Examiner zapisal: »Odkar sem ocenjeval Chaplinove prve komedije daleč nazaj v času dvokolutnih filmov, nam Charlie ni postregel s takšno orgijo smeha.« Kritik The New York Timesa Mordaunt Hall ga je označil za »film, izdelan z občudovanja vrednim mojstrstvom«. Na drugi strani pa je bil Alexander Bakshy v The Nationu zelo kritičen, nasprotoval je formatu nemega filma in pretirani sentimentalnosti ter ga označil za »Chaplinov najbolj neposrečen film«.
Priljubljenost filma se je nadaljevala tudi ob njegovi ponovni izdaji leta 1950, ko je bil prav tako dobro sprejet s strani gledalcev in kritikov. Leta 1949 je kritik James Agee v reviji Life zapisal, da je zaključni prizor »najboljša igra, posneta na filmskem traku«. Richard Meryman pa je zaključni prizor označil za enega največjih trenutkov v zgodovini filma. Charles Silver, kurator, zadolžen za film v Muzeju sodobne umetnosti, je pojasnil, da ima film takšno veljavo, ker je vpeljal nov nivo lirične romantike, ki se ne kaže v Chaplinovih zgodnejših delih. Doda, da kot vsa romantika, temelji na zanikanju sveta okoli. Ob premieri filma je bil Chaplin že precej starejši in sredi novega dejanja pravne bitke z bivšo ženo Lito Grey, ekonomska in politična klima v svetu pa se je spremenila. Slepoto prodajalke cvetja uporabi za opomin Potepuhu o negotovi naravi romantike v resničnem svetu, ko ga ta nevede večkrat udari. Kritik spletišča Film.com je dejal, da je do leta 1931 večina hollywoodskih filmarjev sprejela zvočne filme, se sprijaznila z neizbežnim ali pa nehala snemati, Chaplin pa je ne glede na to trdno vztrajal pri svoji viziji za ta projekt. Dodal je še, da jih je zelo malo v Hollywoodu imelo pogum za snemanje nemega filma v kasnejšem času, kaj šele posneti dobrega. Eden od razlogov je v Chaplinovem spoznanju, da Potepuh v zvočnem filmu ne bi dobro izpadel.
Več priznanih režiserjev je pohvalilo Luči velemesta. Orson Welles ga je označil za svoj najljubši film. Leta 1963 ga je Stanley Kubrick v intervjuju za ameriško revijo Cinema uvrstil na peto mesto osebne lestvice desetih najboljših filmov. Leta 1972 ga je znani ruski režiser Andrej Tarkovski prav tako uvrstil na peto mesto osebne lestvice desetih najboljših filmov ter za Chaplina dejal: »Je edina oseba, ki se je zapisala v zgodovino kinematografije brez sence dvoma. Filmi, ki nam jih je zapustil, ne bodo nikoli zastarali«. George Bernard Shaw je Chaplina označil za »edinega genija, ki je izšel iz filmske industrije«. Priznani italijanski režiser Federico Fellini je pogosto pohvalil film, nanj se navezuje tudi njegov film Kabirijine noči. V dokumentarnem filmu Charlie: The Life and Art of Charles Chaplin iz leta 2003 ga Woody Allen označi za Chaplinov najboljši film. Po njem naj bi Allen osnoval zaključni prizor svojega filma Manhattan iz leta 1979.
Francoski eksperimentalni glasbeni in filmski kritik Michel Chion je napisal analizo filma v Les Lumières de la ville, filozof Slavoj Žižek pa je film uporabil kot primer v svojem eseju »Why Does a Letter Always Arrive at Its Destination?« Chaplin je originalni filmski kostum Potepuha podaril Prirodoslovnem muzeju v Los Angelesu.

### Priznanja
Leta 1952 je bil po prvi raziskavi revije Sight and Sound izbran za drugi najboljši film lestvice najboljših filmov vseh časov, za Tatovi koles Vittoria DeSicaja. Leta 2002 so kritiki film uvrstili na 45. mesto svoje lestvice. Istega leta je bil na ločeni lestvici režiserjev uvrščen na 19. mesto. Leta 1992 ga je ameriška Kongresna knjižnica izbrala za ohranitev v okviru Narodnega filmskega registra zaradi njegove »kulturne, zgodovinske ali estetske vrednosti«. Leta 2007 ga je Ameriški filmski inštitut ob svoji desetletnici uvrstil na enajsto mesto lestvice 100 Years... 100 Movies stotih najboljših ameriških filmov vseh časov, na prvotni lestvici je zasedal 76. mesto. Inštitut ga je leta 2008 izbral še za najboljšo ameriško romantično komedijo, Potepuha za 38. najboljšega filmskega junaka, film na 38. mesto najbolj smešnih filmov, deseto mesto najboljših ljubezenskih zgodb in 33. mesto najbolj navdihujočih filmov.

## Zunanje pevezave
- Luči velemesta v IMDb
- Luči velemesta na Rotten Tomatoes (angleško)
- Luči velemesta na TCM Movie Database
- Luči velemesta na AllMovie (angleško)
- Luči velemesta Arhivirano 2010-11-22 na Wayback Machine. na charliechaplin.com
- Luči velemesta Arhivirano 2014-04-19 na Wayback Machine. na charlie-chaplin-reviews.info